# 145 Pułk Strzelecki Wojsk Wewnętrznych NKWD
145 Pułk Strzelecki Wojsk Wewnętrznych NKWD – jeden z pułków piechoty w składzie 64 Zbiorczej Dywizji Wojsk Wewnętrznych Ludowego Komisariatu Spraw Wewnętrznych ZSRR.
Jego zadaniem była walka z oddziałami Armii Krajowej i innych polskich organizacji niepodległościowych.
Skład 20 października 1944:
- sztab pułku - Lublin
- 1 batalion strzelecki
- 2 batalion strzelecki
- 3 batalion strzelecki

Rozkazem bojowym nr 0016 sztabu 64 DS WW NKWD z 16 maja 1945 otrzymał zadanie pozostania w dotychczasowych miejscach dyslokacji.